# Scheißegal
Scheißegal ist ein Lied der deutschen Pop-Rock-Sängerin Senta-Sofia.

## Entstehung und Artwork
Geschrieben wurde das Lied von Hardy Krech, Mark Nissen, Hubert Nitsch, Detlev Otto und Maya Singh. Die beiden Autoren Krech und Nissen zeichneten zudem auch für die Produktion verantwortlich.
Auf dem Cover der Maxi-Single ist – neben der Aufschrift des Künstlers und des Liedtitels – Senta-Sofia im „Rock-Style“ verkleidet, zu sehen.

## Veröffentlichung und Promotion
Die Erstveröffentlichung der digitalen Single fand am 1. September 2006 bei Polydor in Deutschland, Österreich und der Schweiz statt. Eine Woche später am 8. September 2006 wurde die Single auch als physischer Tonträger veröffentlicht. Die reguläre Maxi-Single enthält neben der Radioversion auch eine Akustik- und Instrumentalversion, sowie das Lied 0815, als B-Seite. Neben der regulären Maxi-Single existiert auch eine Extended Edition, diese enthält einen weiteren Remix von Scheißegal mit dem Titel Scheißegal (A-T-M ElektroPunk Remix). Als Extra befindet sich auf beiden Singles eine exklusive „Desktop Player Software“ für den Computer.
Wie auch auf dem Cover zur Single zu sehen ist, wurde das Lied von dem Fernsehsender RTL II beworben. Durch die Zusammenarbeit mit RTL II folgte am 25. August 2006 ein Liveauftritt in der Musikshow The Dome. Bis heute wurde das Lied auf keinem Album veröffentlicht, nur auf dem Sampler The Dome Vol. 39 ist das Lied zu finden.

## Hintergrund
Bei Scheißegal handelt es sich um die Debütsingle von Senta-Sofia als Solokünstlerin. Bereits in den Jahren 2003 und 2004 veröffentlichte sie gemeinsam mit den Finalteilnehmer, in der Kategorie „Music Act von 10 bis 15 Jahren“, der ersten Star Search Staffel zwei Singles unter dem Projektnamen Star Search 1 – The Kids.

## Inhalt
Der Liedtext zu Scheißegal ist komplett auf Deutsch verfasst. Die Musik und der Text wurden von Hardy Krech, Mark Nissen, Hubert Nitsch, Detlev Otto und Maya Singh verfasst. Musikalisch bewegt sich der Song im Bereich der Pop- und Rockmusik. In dem Lied geht es um einen Jungen, der mit Senta-Sofia den Nachmittag im Park verbracht hat und sich nun einbildet, bei ihr landen zu können. Doch sie hat kein Interesse an ihm, weil sie denkt, dass er wie die meisten nur auf das eine aus ist, und sie erteilt ihm eine Abfuhr.

„Das ist mir scheißegal, wen du heimlich küsst,

scheißegal, ob du mich verlässt.

Du bist doch nur ein Ersatzstatist,

ein langweiliger Loser, den man gern vergisst.

Scheißegal, wer du wirklich bist,

scheißegal, ob du dich verpisst.

Hey, prinzipiell sind Jungs zwar echt phänomenal,

nur du hast leider Pech und bist mir scheißegal!“

## Musikvideo
Das Musikvideo zu Scheißegal wurde in Berlin gedreht. Zu sehen ist Senta-Sofia, die während der Abwesenheit ihrer Eltern eine heimliche Poolparty veranstaltet. Während der Party versucht ein Junge immer wieder an sie heranzukommen, blitzt jedoch ständig ab und bekommt von ihr u. a. ein Getränk übergeschüttet oder sie schubst ihn in ein Schwimmbecken. Zwischendurch sind kurze Ausschnitte von Senta-Sofia und ihrer Band zu sehen, die das Lied in ihrem Bandraum singen. Die Gesamtlänge des Videos beträgt 3:24 Minuten. Regie führte Oliver Sommer, produziert wurde es von den AVA Studios.

## Mitwirkende
| Liedproduktion - Hardy Krech: Komposition, Liedtext, Produktion - Mark Nissen: Komposition, Liedtext, Produktion - Hubert Nitsch: Komposition, Liedtext - Detlev Otto: Komposition, Liedtext - Senta-Sofia: Gesang - Maya Singh: Komposition, Liedtext | Musikvideo - Oliver Sommer: Regie - Oliver Udovc: Schnitt Unternehmen - AVA Studios: Produzent (Musikvideo) - Polydor: Musiklabel - Universal Music Group: Vertrieb |

## Chartplatzierungen
Scheißegal erreichte in Deutschland Position 69 der Singlecharts und konnte sich insgesamt vier Wochen in den Charts halten. Für Senta-Sofia ist dies bereits der vierte Charterfolg in Deutschland.
| ChartsChartplatzierungen | Höchstplatzierung | Wochen |
| ------------------------ | ----------------- | ------ |
| Deutschland (GfK)        | 69 (4 Wo.)        | 4      |